# Metán Viejo
Metán Viejo är en ort i Argentina.   Den ligger i provinsen Salta, i den norra delen av landet, 1 200 km nordväst om huvudstaden Buenos Aires. Metán Viejo ligger 855 meter över havet och antalet invånare är 446.
Terrängen runt Metán Viejo är platt åt sydost, men åt nordväst är den kuperad. Terrängen runt Metán Viejo sluttar österut. Runt Metán Viejo är det mycket glesbefolkat, med 7 invånare per kvadratkilometer.. Det finns inga andra samhällen i närheten.
Trakten runt Metán Viejo består till största delen av jordbruksmark.